# Twerking Beach
Twerking Beach è il primo EP della cantante italiana Elettra Lamborghini, pubblicato il 25 giugno 2021 dalla Island Records e dalla Universal Music Group.

## Promozione
L'uscita dell'EP è stata anticipata dal lancio del singolo apripista Pistolero, pubblicato il 4 giugno 2021 e accompagnato, dopo una settimana, dal rispettivo videoclip del brano.

## Tracce
1. Pistolero – 3:17 (Adel Al Kassem, Andrea Spigaroli, Riccardo Scirè)
2. Bachata senza sosta – 2:39 (Adel Al Kassem, Riccardo Scirè)
3. Aspetta e spera – 2:44 (Luca Faraone, Massimo D'Ambra, Pablo Miguel Lombroni Capalbo)
4. Último beso – 2:58 (Adel Al Kassem, Riccardo Scirè)